# Andrej Arloŭski
Andrej Valerjevitj Arloŭski  (belarusiska: Андрэй Валер’евіч Арлоўскі; ryska: Андрей Валерьевич Орловский: Andrej Valerjevitj Orlovskij), född 4 februari 1979 i Bobrujsk i Vitryska SSR i Sovjetunionen (nu Babrujsk i Belarus), är en belarusisk MMA-utövare som tävlat i Affliction, Strikeforce, ONE, WSOF (senare PFL) samt mellan 2000 och 2008 och igen sedan 2014 tävlar i organisationen Ultimate Fighting Championship där han mellan oktober 2005 och april 2006 var mästare i tungvikt. 

## Utbildning
Arloŭski är utbildad polis.

## Tävlingsfacit
| Resultat | Facit     | Motståndare           | Metod                   | Evenemang                               | Datum             | Rond | Tid  | Plats                      | Notering                                                                |
| -------- | --------- | --------------------- | ----------------------- | --------------------------------------- | ----------------- | ---- | ---- | -------------------------- | ----------------------------------------------------------------------- |
| Förlust  | 0–1       | Vjatjeslav Datsik     | KO (slag)               | M-1 MFC: World Championship 1999        | 9 april 1999      | 1    | 6:05 | Sankt Petersburg, Ryssland |                                                                         |
| Vinst    | 1–1       | Michael Tielrooy      | Submission (giljotin)   | M-1 MFC: European Championship 2000     | 9 april 2000      | 1    | 1:25 | Sankt Petersburg, Ryssland |                                                                         |
| Vinst    | 2–1       | Roman Zentsov         | TKO (slag)              | M-1 MFC: European Championship 2000     | 9 april 2000      | 1    | 1:18 | Sankt Petersburg, Ryssland |                                                                         |
| Vinst    | 3–1       | John Dixson           | KO (slag)               | Super Fight at International Tournament | 13 maj 2000       | 1    | -    | Sankt Petersburg, Ryssland |                                                                         |
| Vinst    | 4–1       | Aaron Brink           | Submission (armbar)     | UFC 28                                  | 17 november 2000  | 1    | 0:55 | Atlantic City, NJ, USA     |                                                                         |
| Förlust  | 4–2       | Ricco Rodriguez       | TKO (slag)              | UFC 32                                  | 29 juni 2001      | 3    | 1:23 | East Rutherford, NJ, USA   |                                                                         |
| Förlust  | 4–3       | Pedro Rizzo           | KO (slag)               | UFC 36                                  | 22 mars 2002      | 3    | 1:45 | Las Vegas, NV, USA         |                                                                         |
| Vinst    | 5–3       | Ian Freeman           | TKO (slag)              | UFC 40                                  | 22 november 2002  | 1    | 1:25 | Las Vegas, NV, USA         |                                                                         |
| Vinst    | 6–3       | Vladimir Matiusjenko  | KO (slag)               | UFC 44                                  | 26 september 2003 | 1    | 1:59 | Las Vegas, NV, USA         |                                                                         |
| Vinst    | 7–3       | Wesley Correira       | TKO (slag)              | UFC 47                                  | 2 april 2004      | 2    | 1:15 | Las Vegas, NV, USA         |                                                                         |
| Vinst    | 8–3       | Tim Sylvia            | Submission (akilleslås) | UFC 51                                  | 5 februari 2005   | 1    | 0:47 | Las Vegas, NV, USA         | Blev interimmästare i tungvikt.                                         |
| Vinst    | 9–3       | Justin Eilers         | TKO (slag)              | UFC 53                                  | 4 juni 2005       | 1    | 4:10 | Atlantic City, NJ, USA     | Försvarade interimtiteln i tungvikt. Senare befordrad till UFC-mästare. |
| Vinst    | 10–3      | Paul Buentello        | KO (slag)               | UFC 55                                  | 7 oktober 2005    | 1    | 0:15 | Uncasville, CT, USA        | Försvarade titeln i tungvikt.                                           |
| Förlust  | 10–4      | Tim Sylvia            | TKO (slag)              | UFC 59                                  | 15 april 2006     | 1    | 2:43 | Anaheim, CA, USA           | Förlorade titeln i tungvikt.                                            |
| Förlust  | 10–5      | Tim Sylvia            | Domslut (enhälligt)     | UFC 61                                  | 8 juli 2006       | 5    | 5:00 | Las Vegas, NV, USA         | Titelmatch i tungvikt.                                                  |
| Vinst    | 11–5      | Márcio Cruz           | KO (slag)               | UFC 66                                  | 30 december 2006  | 1    | 3:15 | Las Vegas, NV, USA         |                                                                         |
| Vinst    | 12–5      | Fabrício Werdum       | Domslut (enhälligt)     | UFC 70                                  | 21 april 2007     | 3    | 5:00 | Manchester, England        |                                                                         |
| Vinst    | 13–5      | Jake O'Brien          | TKO (slag)              | UFC 82                                  | 1 mars 2008       | 2    | 4:17 | Columbus, OH, USA          |                                                                         |
| Vinst    | 14–5      | Ben Rothwell          | KO (slag)               | Affliction: Banned                      | 19 juli 2008      | 3    | 1:13 | Anaheim, CA, USA           |                                                                         |
| Vinst    | 15–5      | Roy Nelson            | KO (slag)               | EliteXC: Heat                           | 4 oktober 2008    | 2    | 1:46 | Sunrise, FL, USA           |                                                                         |
| Förlust  | 15–6      | Fjodor Jemeljanenko   | KO (slag)               | Affliction: Day of Reckoning            | 24 januari 2009   | 1    | 3:14 | Anaheim, CA, USA           |                                                                         |
| Förlust  | 15–7      | Brett Rogers          | TKO (slag)              | Strikeforce: Lawler vs. Shields         | 6 juni 2009       | 1    | 0:22 | Saint Louis, MO, USA       |                                                                         |
| Förlust  | 15–8      | Antônio Silva         | Domslut (enhälligt)     | Strikeforce: Heavy Artillery            | 15 maj 2010       | 3    | 5:00 | Saint Louis, MO, USA       |                                                                         |
| Förlust  | 15–9      | Sergej Charitonov     | KO (slag)               | Strikeforce: Fedor vs. Silva            | 12 februari 2011  | 1    | 2:49 | East Rutherford, NJ, USA   |                                                                         |
| Vinst    | 16–9      | Ray Lopez             | TKO (slag)              | ProElite: Arlovski vs. Lopez            | 27 augusti 2011   | 3    | 2:43 | Honolulu, HI, USA          |                                                                         |
| Vinst    | 17–9      | Travis Fulton         | KO (spark)              | ProElite 2: Big Guns                    | 5 november 2011   | 3    | 4:59 | Moline, IL, USA            |                                                                         |
| NC       | 17–9 (1)  | Tim Sylvia            | No Contest              | One FC 5: Pride of a Nation             | 31 augusti 2012   | 2    | 4:46 | Quezon City, Filippinerna  | Otillåtna fotbollssparkar                                               |
| Vinst    | 18–9 (1)  | Devin Cole            | TKO (slag)              | WSOF 1: Arlovski vs. Cole               | 3 november 2012   | 1    | 2:37 | Las Vegas, NV, USA         |                                                                         |
| Vinst    | 19–9 (1)  | Mike Hayes            | Domslut (enhälligt)     | Fight Nights: Battle of Moscow 9        | 16 december 2012  | 3    | 5:00 | Moskva, Ryssland           |                                                                         |
| Förlust  | 19–10 (1) | Anthony Johnson       | Domslut (enhälligt)     | WSOF 2: Arlovski vs. Johnson            | 23 mars 2013      | 3    | 5:00 | Atlantic City, NJ, USA     |                                                                         |
| Vinst    | 20–10 (1) | Mike Kyle             | Domslut (enhälligt)     | WSOF 5: Arlovski vs. Kyle               | 14 september 2013 | 3    | 5:00 | Atlantic City, NJ, USA     |                                                                         |
| Vinst    | 21–10 (1) | Andreas Kraniotakes   | TKO (slag)              | Fight Nights: Battle on Nyamiha         | 29 november 2013  | 2    | 3:14 | Minsk, Vitryssland         |                                                                         |
| Vinst    | 22–10 (1) | Brendan Schaub        | Domslut (delat)         | UFC 174                                 | 14 juni 2014      | 3    | 5:00 | Vancouver, Kanada          |                                                                         |
| Vinst    | 23–10 (1) | Antônio Silva         | KO (slag)               | UFC Fight Night: Silva vs. Arlovski     | 13 september 2014 | 1    | 2:59 | Brasília, Brasilien        |                                                                         |
| Vinst    | 24–10 (1) | Travis Browne         | TKO (slag)              | UFC 187                                 | 23 maj 2015       | 1    | 4:41 | Las Vegas, NV, USA         |                                                                         |
| Vinst    | 25–10 (1) | Frank Mir             | Domslut (enhälligt)     | UFC 191                                 | 5 september 2015  | 3    | 5:00 | Las Vegas, NV, USA         |                                                                         |
| Förlust  | 25–11 (1) | Stipe Miocic          | TKO (slag)              | UFC 195                                 | 2 januari 2016    | 1    | 0:54 | Las Vegas, NV, USA         |                                                                         |
| Förlust  | 25–12 (1) | Alistair Overeem      | TKO (spark och slag)    | UFC Fight Night: Overeem vs. Arlovski   | 8 maj 2016        | 2    | 1:12 | Rotterdam, Nederländerna   |                                                                         |
| Förlust  | 25–13 (1) | Josh Barnett          | Submission (rear-naked) | UFC Fight Night: Arlovski vs. Barnett   | 3 september 2016  | 3    | 2:53 | Hamburg, Tyskland          |                                                                         |
| Förlust  | 25–14 (1) | Francis Ngannou       | TKO (slag)              | UFC on Fox: Shevchenko vs. Peña         | 28 januari 2017   | 1    | 1:32 | Denver, CO, USA            |                                                                         |
| Förlust  | 25–15 (1) | Marcin Tybura         | Domslut (enhälligt)     | UFC Fight Night: Holm vs. Correia       | 17 juni 2017      | 3    | 5:00 | Kallang, Singapore         |                                                                         |
| Vinst    | 26–15 (1) | Júnior Albini         | Domslut (enhälligt)     | UFC Fight Night: Poirier vs. Pettis     | 11 november 2017  | 3    | 5:00 | Norfolk, VA, USA           |                                                                         |
| Vinst    | 27–15 (1) | Stefan Struve         | Domslut (enhälligt)     | UFC 222                                 | 3 mars 2018       | 3    | 5:00 | Las Vegas, NV, USA         |                                                                         |
| Förlust  | 27–16 (1) | Tai Tuivasa           | Domslut (enhälligt)     | UFC 225                                 | 9 juni 2018       | 3    | 5:00 | Chicago, IL, USA           |                                                                         |
| Förlust  | 27–17 (1) | Sjamil Abdurachimov   | Domslut (enhälligt)     | UFC Fight Night: Hunt vs. Oleynik       | 15 september 2018 | 3    | 5:00 | Moskva, Ryssland           |                                                                         |
| NC       | 27–17 (2) | Walt Harris           | Domslut (delat)         | UFC 232                                 | 29 december 2018  | 3    | 5:00 | Inglewood, CA, USA         | Förlust ändrad till NC efter att Harris testat positivt för doping.     |
| Förlust  | 27–18 (2) | Augusto Sakai         | Domslut (delat)         | UFC Fight Night: Jacare vs. Hermansson  | 27 april 2019     | 3    | 5:00 | Fort Lauderdale, FL, USA   |                                                                         |
| Vinst    | 28–18 (2) | Ben Rothwell          | Domslut (enhälligt)     | UFC on ESPN: dos Anjos vs. Edwards      | 20 juni 2019      | 3    | 5:00 | San Antonio, TX            |                                                                         |
| Förlust  | 28–19 (2) | Jairzinho Rozenstruik | KO (slag)               | UFC 244                                 | 2 november 2019   | 1    | 0:29 | New York, NY, USA          |                                                                         |
| Vinst    | 29–19 (2) | Philipe Lins          | Domslut (enhälligt)     | UFC Fight Night: Smith vs. Teixeira     | 13 maj 2020       | 3    | 5:00 | Jacksonville, FL, USA      |                                                                         |
| Vinst    | 30–19 (2) | Tanner Boser          | Domslut (enhälligt)     | UFC on ESPN: Santos vs. Teixeira        | 7 november 2020   | 3    | 5:00 | Las Vegas, NV, USA         |                                                                         |
| Förlust  | 30–20 (2) | Tom Aspinall          | Submission (rear-naked) | UFC Fight Night: Blaydes vs. Lewis      | 20 februari 2021  | 2    | 1:09 | Las Vegas, NV, USA         |                                                                         |
| Vinst    | 31–20 (2) | Chase Sherman         | Domslut (enhälligt)     | UFC on ESPN: Whittaker vs. Gastelum     | 17 april 2021     | 3    | 5:00 | Las Vegas, NV, USA         |                                                                         |